# فريدريك ماير (لاعب كريكت)
فريدريك ماير (15 أبريل 1901 بسيدني في أستراليا - 25 ديسمبر 1959) (بالإنجليزية: Frederick Mair)‏ هو لاعب كريكت أسترالي.

## وصلات خارجية
- فريدريك ماير على موقع إي آس بي آن كريك إنفو (الإنجليزية)